# Utopie

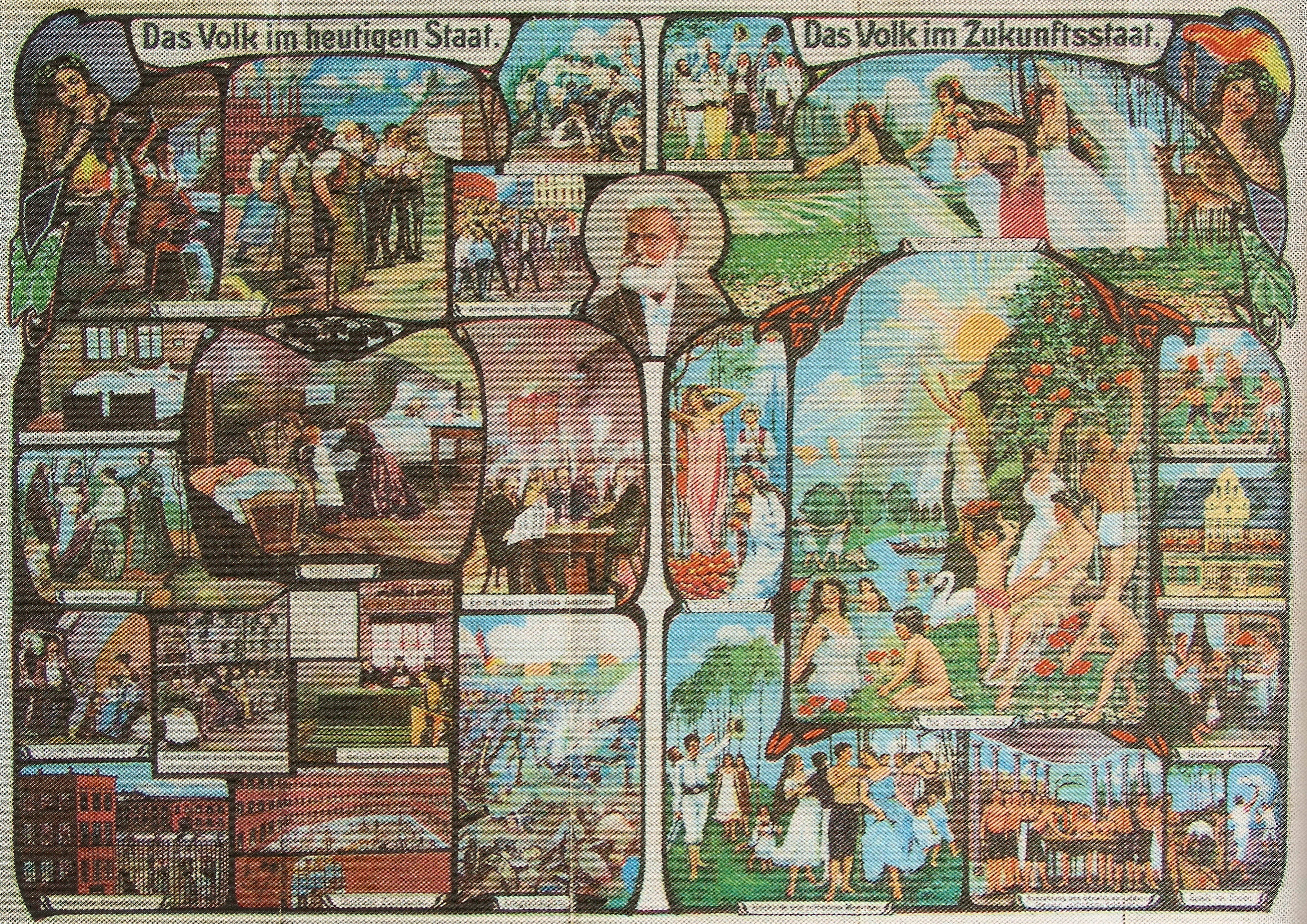
Das Volk im Zukunftsstaat, illustratie van Friedrich Eduard Bilz uit 1904

Utopie is een ideale wereld die niet bereikt kan worden, een onmogelijke werkelijkheid, een wensdroom. Ook kan een utopie een ideaal aanduiden waarnaar gestreefd wordt, bijvoorbeeld in de politiek of filosofie. Een utopie die gekenmerkt wordt door technologie is een technologische utopie. Het tegengestelde van een utopie is een dystopie of anti-utopie.
Het woord utopie werd voor het eerst gebruikt in het boek Utopia van Sir Thomas More. De term komt uit het Grieks en speelt in op de ambiguïteit tussen ou-topos (met ou als negatie, dus een niet bestaande plaats) en eu-topos (met eu als het goede, dus een gelukkige samenleving). In het boek vertelt een reiziger over een ver land dat hij bezocht. Iedereen is er gelijk, alle huizen en straten zijn er hetzelfde en privébezit bestaat niet. De ziekenhuizen zijn zó goed dat zieken er heel graag willen worden opgenomen. De wetten van het land kunnen door elke inwoner begrepen worden. Bovendien voert het land nooit oorlog. Thomas More schreef dit boek echter niet als ontwerp voor een werkelijke staat.
De utopie is een vrije vorm van politieke filosofie. In de utopie ontwerpt de bedenker een ideale staat of  samenleving. Deze heeft vaak (doch niet noodzakelijkerwijs) een socialistische of communistische snit: maatschappelijke tegenstellingen zijn verdwenen, alle bezit is eerlijk verdeeld of eigendom is zelfs afgeschaft, de burgers zijn  eensgezind en leven automatisch deugdzaam. Door Karl Marx werden zulke denkers, van wie hij zich wilde distantiëren omdat zij zich niet baseerden op de door hem veronderstelde wetmatigheden van het verloop van de geschiedenis en het historisch materialisme, betiteld als utopische en niet-wetenschappelijke socialisten. Zelf had Marx in zijn werk Kritiek op het program van Gotha een schets gegeven van enkele kenmerken van een toekomstige klasseloze maatschappij (zie: klassenstrijd), zonder een echte uitgewerkte blauwdruk voor een dergelijke samenleving.
Soms betreft de utopie een beschrijving van een fictief of mythisch verleden. Dan wordt ook wel gesproken of geschreven over een retro-utopie.

## Voornaamste utopische werken

### Oudgriekse werken
- Plato: Staat (Politeia) (380 v. Chr.)

### De utopieën uit de renaissance en de barok
- Thomas More: Utopia (1516)
- Johann Valentin Andreae: Christianopolis (1619)
- Tommaso Campanella: La città del sole (1623)
- Francis Bacon: The new Atlantis (1627)
- Cyrano De Bergerac: L'Autre Monde: Les états et empires de la Lune et du soleil (1657)

### 18e eeuw
- Johann Gottfried Schnabel: Die Insel Felsenburg, 4 delen in 1731, 1732, 1736 en 1743

### 19e eeuw
- Charles Fourier: Le nouveau monde industriel et sociétaire (1829)
- Samuel Butler: Erewhon (1872)
- Jules Verne: L'île mystérieuse (1873)
- Edward Bellamy: Looking Backward: 2000-1887 (1888)

### 20e eeuw
- Samuel Butler: Erewhon revisited twenty years later (1901)
- Herbert George Wells: A modern Utopia (1905)
- Anatole France: L'île des pingouins (1908)
- Maurits Wagenvoort: Een huwelijk in het jaar 2020 (1923)[1]
- Aldous Huxley: Island (1962)
- René Barjavel: Ravage (1943); Le voyageur imprudent (1944); Le grand secret (1973)
- Burrhus Frederic Skinner: Walden Two (roman) (1948)
- Ayn Rand: Atlas Shrugged (1957), een utopie en dystopie in een.
- John Brunner: Stand on Zanzibar (1968)
- Robert Silverberg: The world inside (1971)
- Ernest Callenbach: Ecotopia (1975)

### 21e eeuw
- Jean-Christophe Rufin: Globalia (2004)
- Michel Houellebecq: La possibilité d'une île (2005)
- Ondiep: "Huize Utopia" (2014-2015)

## Voetnoten
1. ↑  Een huwelijk in het jaar 2020. VPRO - OVT (5 januari 2020). Geraadpleegd op 7 januari 2020.